# Выдубицкое кладбище
Выдубицкое кладбище (укр. Видубицьке кладовище) — киевское городское кладбище.
Расположен некрополь в Киевском урочище Выдубичи близ древнего Выдубицкого монастыря, основанного между 1070 и 1077 годами. По-видимому, кладбище при монастыре возникло в те же годы, поскольку в старину усопших иноков хоронили на территории обители, рядом с храмами и кельями.
Уже в XVIII веке места для захоронений практически не осталось, и было принято решение хоронить монахов в саду на горе (нынешняя территория Ботанического сада НАН Украины). Примерно тогда же в монастыре стали предавать земле и мирян.
В 1920-е годы кладбище было закрыто, а в 1930—1960-е года практически полностью уничтожено.
Сегодня сохранено или восстановлено чуть более 10 могил.

## Персоналии, погребенные на территории Выдубицкого некрополя
- Амфитеатров, Яков Космич — русский педагог и богослов; писатель.
- Афанасьев, Евгений Иванович — Доктор медицины, профессор Киевского университета, автор многих научных статей. Способствовал улучшению уровня общественной санитарии в Киеве. При жизни пользовался большим уважением киевлян.
- Бец, Владимир Алексеевич — учёный-анатом, гистолог, профессор анатомии Киевского университета.
- Гандзюк, Яков Григорьевич — генерал-майор Русской армии, военный деятель Украинской Народной Республики. В январе 1918 года был захвачен в плен и, после отказа перейти на сторону большевиков, расстрелян (на теле найдено 12 штыковых ран). Летом 1918 г. тело генерала нашли в общей могиле на одном из кладбищ и перезахоронили с воинскими почестями на Выдубицком кладбище у монастыря. В 1950-е годы его могила была уничтожена; восстановлена в 1990-х годах в виде памятника с изображением скрещенных сабель с надписью: «Нет больше той любови, как если кто положит душу свою за своих друзей».
- Гогоцкий, Сильвестр Сильвестрович — философ, учёный, доктор философии и древней филологии, заслуженный профессор и декан историко-филологического факультета университета св. Владимира, действительный статский советник.
- Лелявский, Николай Семёнович — выдающийся инженер-гидролог, основоположник учения о формировании речных русел.
- Ляскоронский, Сильвестр — церковный деятель, писатель, драматург, педагог, ректор Киево-Могилянской академии (1746—1751).
- Нирод, Фёдор Фёдорович — главный художник Киевского театра оперы и балета. Народный художник СССР
- Репнинский, Степан Яковлевич — российский командир эпохи наполеоновских войн, генерал от кавалерии.
- Селецкий, Пётр Дмитриевич — литератор.
- Трепов, Фёдор Фёдорович (старший) — государственный и военный деятель, генерал-адъютант, генерал от кавалерии.
- Ханенко, Богдан Иванович и Ханенко, Варвара Николаевна — меценаты, собранная ими коллекция произведений искусства стала основой киевского музея Западного и Восточного искусства.
- Ушинский, Константин Дмитриевич — русский педагог, писатель, основоположник научной педагогики в России.
- Яшвиль, Лев Михайлович — генерал от артиллерии, генерал-адъютант.